# Hinacourt
Hinacourt est une commune française située dans le département de l'Aisne, en région Hauts-de-France.

## Géographie

### Description

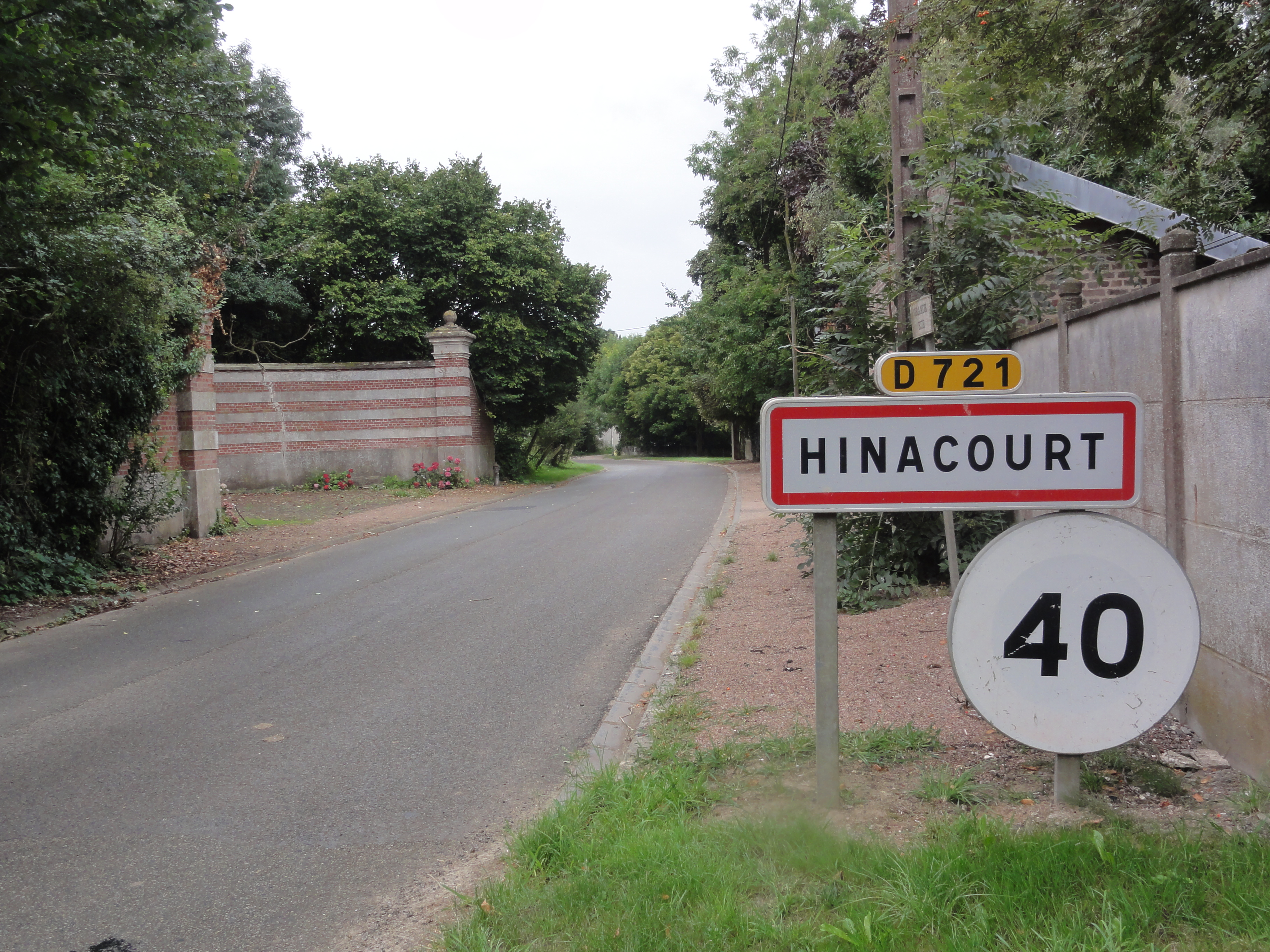
Entrée de la commune.

Hinacourt est un village rural du Vermandois dans l'Aisne situé à 12 km à vol d'oiseau au sud de Saint-Quentin, 31 km au nord-ouest de Laon, 10 km au nord de Tergnier et 16 km à l'est de Ham.
Il est aisément accessible par l'autoroute A26 et la RD 1.

### Communes limitrophes
Les communes limitrophes sont  Benay, Essigny-le-Grand, Gibercourt et Ly-Fontaine.
|            | Benay       | Benay |
| Gibercourt | Hinacourt   | Benay |
|            | Ly-Fontaine |       |

### Hydrographie
La commune est traversée par la ligne de partage des eaux entre les bassins hydrographiques Artois-Picardie et Seine-Normandie. Elle n'est drainée par aucun cours d'eau.

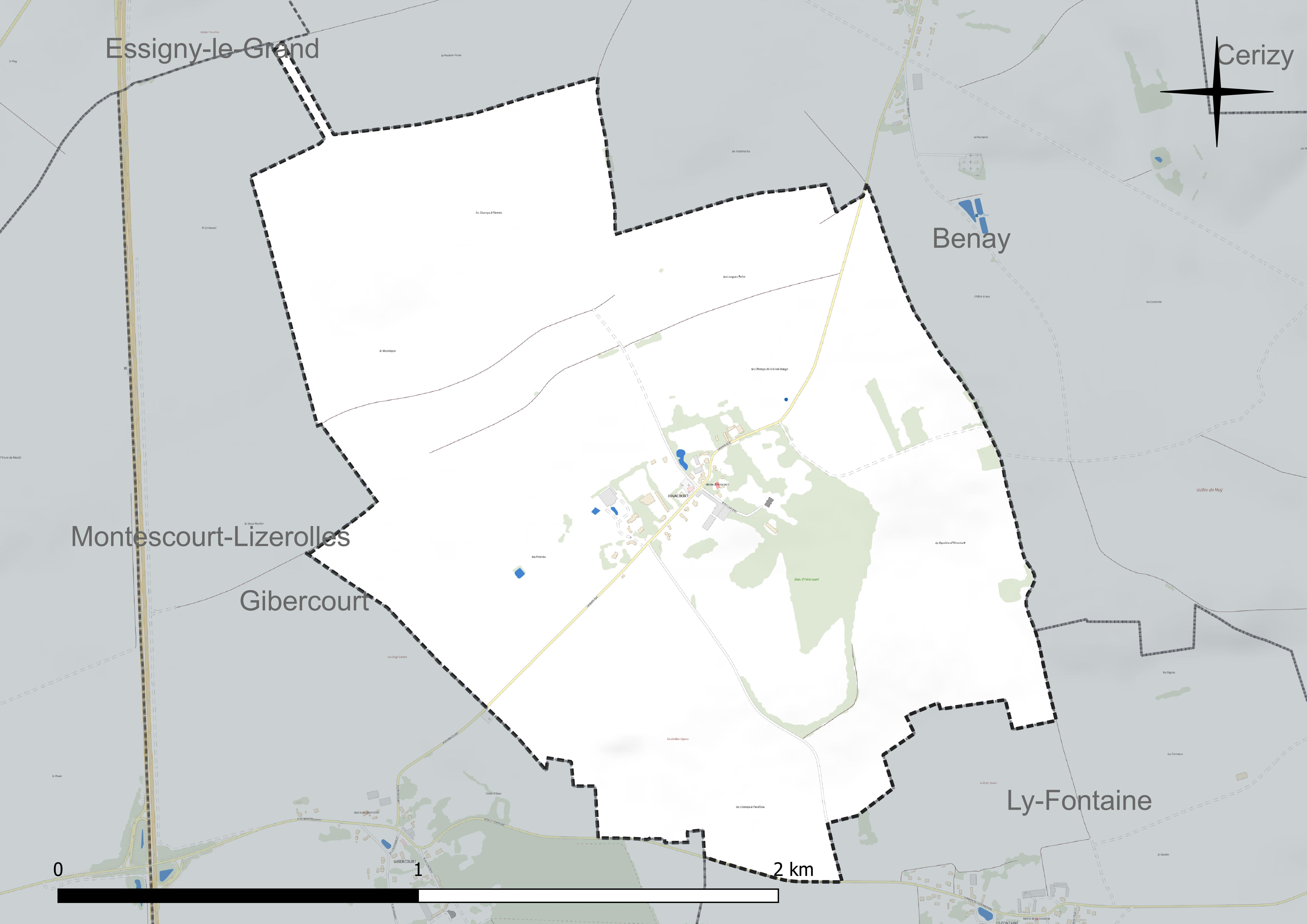
Réseau hydrographique de Hinacourt.

### Climat
Pour des articles plus généraux, voir Climat des Hauts-de-France et Climat de l'Aisne.
En 2010, le climat de la commune est de type climat océanique dégradé des plaines du Centre et du Nord, selon une étude du CNRS s'appuyant sur une série de données couvrant la période 1971-2000. En 2020, Météo-France publie une typologie des climats de la France métropolitaine dans laquelle la commune est dans une zone de transition entre le climat océanique et le climat océanique altéré et est dans la région climatique Nord-est du bassin Parisien, caractérisée par un ensoleillement médiocre, une pluviométrie moyenne régulièrement répartie au cours de l'année et un hiver froid (3 °C).
Pour la période 1971-2000, la température annuelle moyenne est de 10,3 °C, avec une amplitude thermique annuelle de 14,5 °C. Le cumul annuel moyen de précipitations est de 708 mm, avec 11,7 jours de précipitations en janvier et 8,8 jours en juillet. Pour la période 1991-2020, la température moyenne annuelle observée sur la station météorologique la plus proche, située sur la commune de Fontaine-lès-Clercs à 9 km à vol d'oiseau, est de 10,8 °C et le cumul annuel moyen de précipitations est de 683,4 mm,. Pour l'avenir, les paramètres climatiques de la commune estimés pour 2050 selon différents scénarios d'émission de gaz à effet de serre sont consultables sur un site dédié publié par Météo-France en novembre 2022.

## Urbanisme

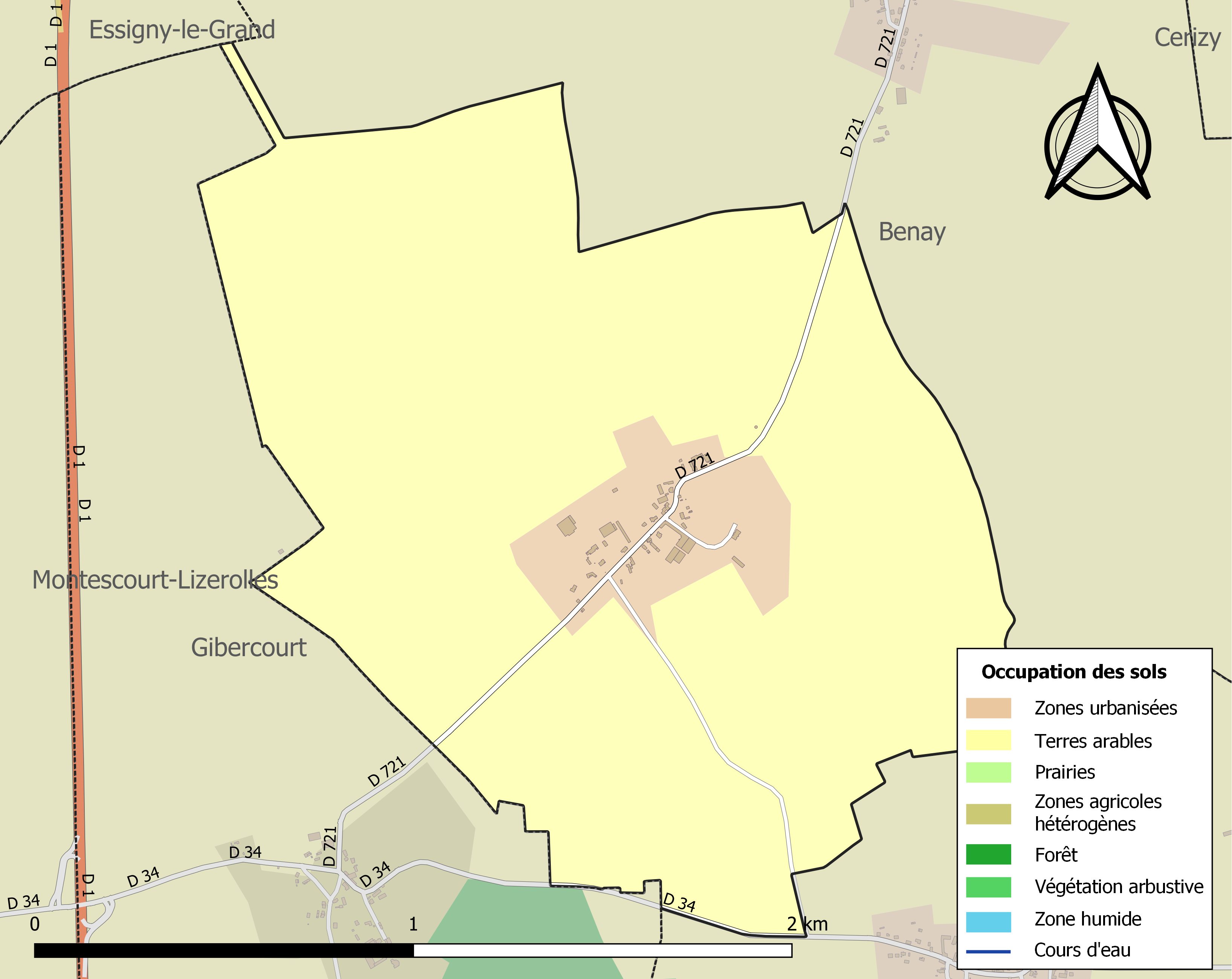
Carte de l'occupation des sols de la commune en 2018 (CLC).

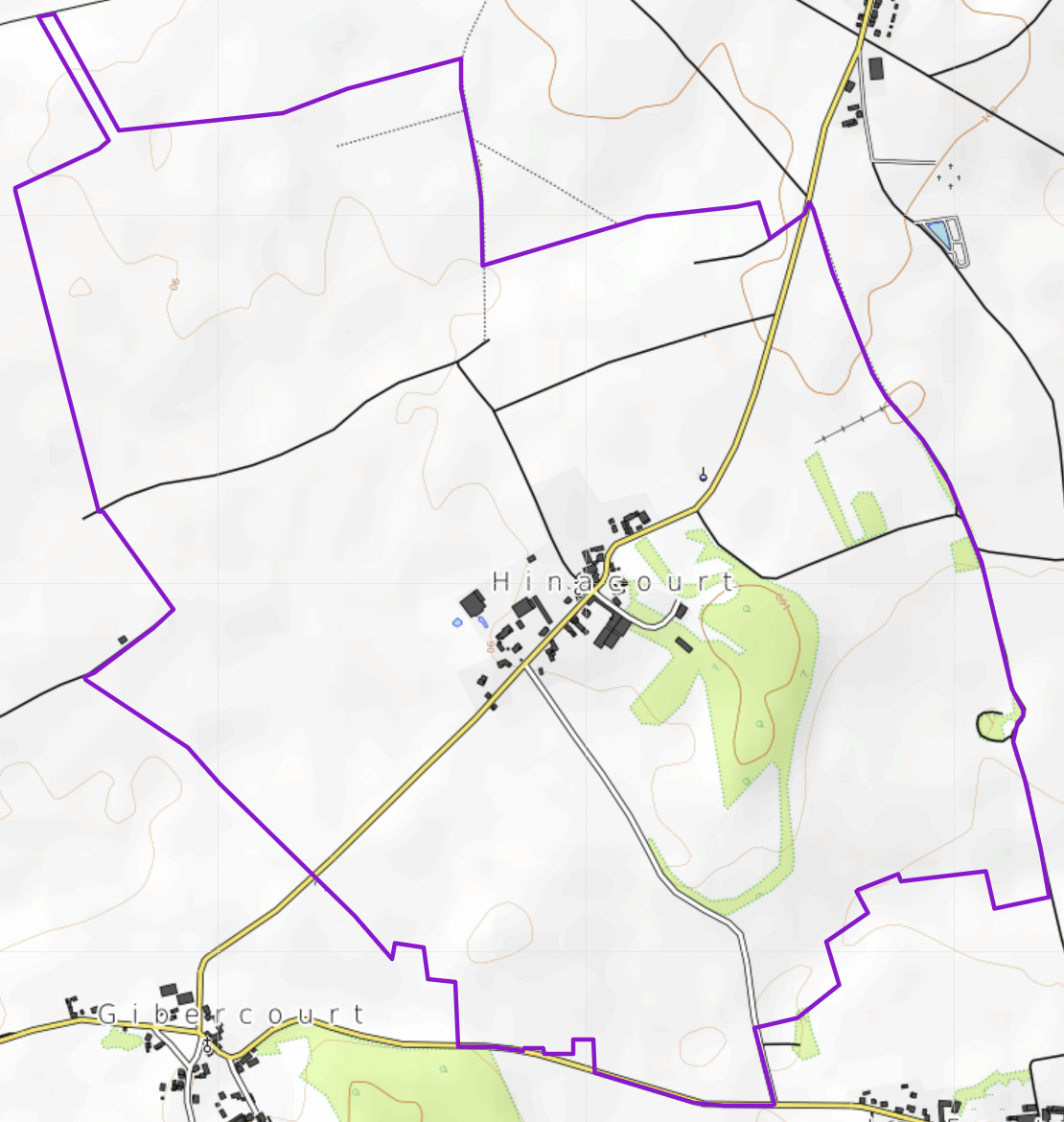
Carte des infrastructures de transport de la commune.

### Typologie
Au 1er janvier 2024, Hinacourt est catégorisée commune rurale à habitat très dispersé, selon la nouvelle grille communale de densité à 7 niveaux définie par l'Insee en 2022.
Elle est située hors unité urbaine. Par ailleurs la commune fait partie de l'aire d'attraction de Saint-Quentin, dont elle est une commune de la couronne,. Cette aire, qui regroupe 120 communes, est catégorisée dans les aires de 50 000 à moins de 200 000 habitants,.

### Occupation des sols
L'occupation des sols de la commune, telle qu'elle ressort de la base de données européenne d'occupation biophysique des sols Corine Land Cover (CLC), est marquée par l'importance des territoires agricoles (91,9 % en 2018), une proportion identique à celle de 1990 (91,9 %). La répartition détaillée en 2018 est la suivante : 
terres arables (91,9 %), zones urbanisées (8,1 %).
L'évolution de l'occupation des sols de la commune et de ses infrastructures peut être observée sur les différentes représentations cartographiques du territoire : la carte de Cassini (XVIIIe siècle), la carte d'état-major (1820-1866) et les cartes ou photos aériennes de l'IGN pour la période actuelle (1950 à aujourd'hui).

### Habitat et logement
En 2020, le nombre total de logements dans la commune était de 21, alors qu'il était de 22 en 2015 et de 20 en 2010.
Parmi ces logements, 71,2 % étaient des résidences principales, 9,6 % des résidences secondaires et 19,2 % des logements vacants. Ces logements étaient pour 100 % d'entre eux des maisons individuelles et pour 0 % des appartements.
Le tableau ci-dessous présente la typologie des logements à Hinacourt en 2020 en comparaison avec celle de l'Aisne et de la France entière. Une caractéristique marquante du parc de logements est ainsi une proportion de résidences secondaires et logements occasionnels (9,6 %) supérieure à celle du département (3,4 %) et comparable à celle de la France entière (9,7 %). Concernant le statut d'occupation de ces logements, 81,3 % des habitants de la commune sont propriétaires de leur logement (66,7 % en 2015), contre 61,6 % pour l'Aisne et 57,5 pour la France entière.
| Typologie                                               | Hinacourt | Aisne | France entière |
| ------------------------------------------------------- | --------- | ----- | -------------- |
| Résidences principales (en %)                           | 71,2      | 86,6  | 82,1           |
| Résidences secondaires et logements occasionnels (en %) | 9,6       | 3,4   | 9,7            |
| Logements vacants (en %)                                | 19,2      | 10,1  | 8,2            |

## Toponymie
Le nom de la localité est attesté sous les formes Hainacourt (1373) ; Haynacourt (1411) ; Ugnacourt (1422) ; Henacourt (1452) ; Heinacourt (1489) ; Hynacourt (1648) ; Hennacourt (1710) ; Hinancourt (1717) ; Notre-Dame-d'Hinacourt (1743).

## Histoire
Le village est considéré comme largement détruit à la fin de la Première Guerre mondiale et a  été décoré de la Croix de guerre 1914-1918, le 17 octobre 1920.

Hinacourt pendant la Première Guerre mondiale
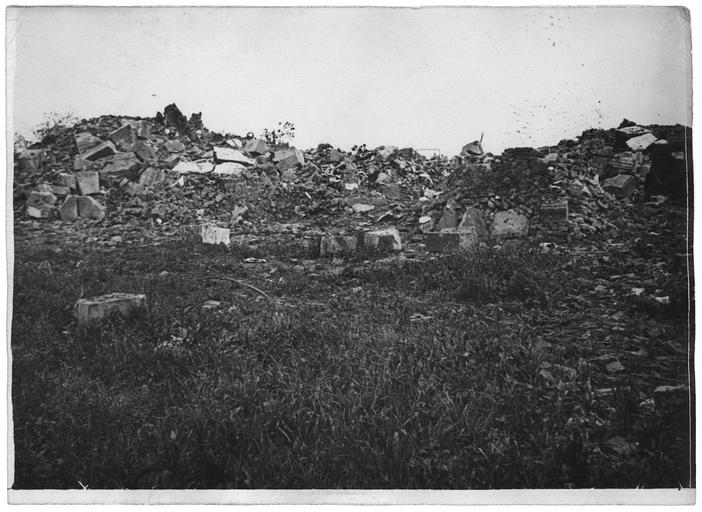
Ruines du château (18 mai 1917)
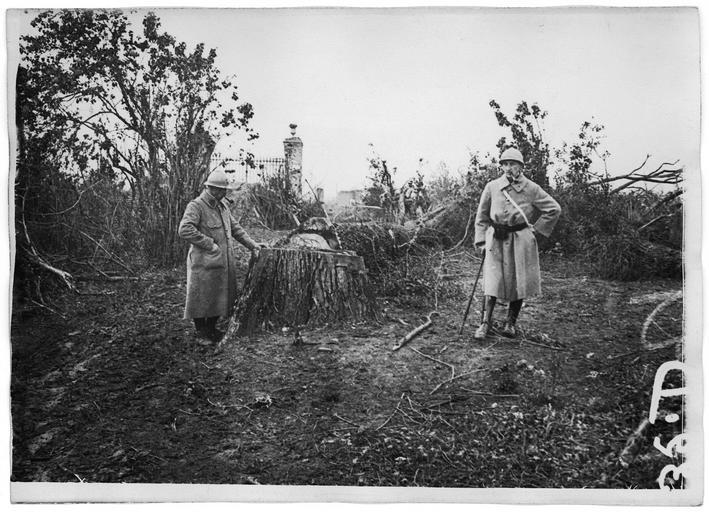
Soldats français devant la grille du château (17 mai 1917)

## Politique et administration

### Rattachements administratifs et électoraux

#### Rattachements administratifs
La commune se trouve dans l'arrondissement de Saint-Quentin du département de l'Aisne.
Elle faisait partie depuis 1793 du canton de Moÿ-de-l'Aisne. Dans le cadre du redécoupage cantonal de 2014 en France, cette circonscription administrative territoriale a disparu, et le canton n'est plus qu'une circonscription électorale.

#### Rattachements électoraux
Pour les élections départementales, la commune fait partie depuis 2014 du  canton de Ribemont
Pour l'élection des députés, elle fait partie de la  deuxième circonscription de l'Aisnedepuis le dernier découpage électoral de 2010.

### Intercommunalité
Hinancourt était membre  depuis 2014 de la communauté de communes de la Vallée de l'Oise, un établissement public de coopération intercommunale (EPCI) à fiscalité propre créé fin 1999 et auquel la commune avait transféré un certain nombre de ses compétences, dans les conditions déterminées par le code général des collectivités territoriales.
Conformément aux prescriptions de la loi de réforme des collectivités territoriales du 16 décembre 2010, qui a prévu le renforcement et la simplification des intercommunalités et la constitution de structures intercommunales de grande taille}, cette intercommunalité a fusionné avec sa voisine pour former, le 1er janvier 2014, la communauté de communes du Val de l'Oise, dont est désormais membre la commune.

### Administration municipale
Le nombre d'habitants au dernier recensement étant inférieur à 100, le nombre de membres du conseil municipal est de 7,,.

#### Liste des maires
| Période      | Période                   | Identité          | Étiquette | Qualité                                                   |
| ------------ | ------------------------- | ----------------- | --------- | --------------------------------------------------------- |
|              |                           |                   |           |                                                           |
| avant 1954   |                           | M. Dermigny       |           |                                                           |
|              |                           |                   |           |                                                           |
| avant 1988   | 2012                      | Antoine Zaczek    |           |                                                           |
| octobre 2012 | mai 2020                  | Geneviève Piquard |           |                                                           |
| mai 2020,    | En cours (au 6 juin 2023) | Brigitte Salingue |           | Cadre Vice-présidente de la CC du Val de l'Oise (2020 → ) |

## Démographie
L'évolution du nombre d'habitants est connue à travers les recensements de la population effectués dans la commune depuis 1793. Pour les communes de moins de 10 000 habitants, une enquête de recensement portant sur toute la population est réalisée tous les cinq ans, les populations de référence des années intermédiaires étant quant à elles estimées par interpolation ou extrapolation. Pour la commune, le premier recensement exhaustif entrant dans le cadre du nouveau dispositif a été réalisé en 2006.

En 2022, la commune comptait 28 habitants, en évolution de +7,69 % par rapport à 2016 (Aisne : −1,97 %, France hors Mayotte : +2,11 %).
| 1793 | 1800 | 1806 | 1821 | 1831 | 1836 | 1841 | 1846 | 1851 |
| ---- | ---- | ---- | ---- | ---- | ---- | ---- | ---- | ---- |
| 158  | 163  | 175  | 194  | 172  | 194  | 165  | 167  | 179  |

| 1856 | 1861 | 1866 | 1872 | 1876 | 1881 | 1886 | 1891 | 1896 |
| ---- | ---- | ---- | ---- | ---- | ---- | ---- | ---- | ---- |
| 154  | 155  | 140  | 128  | 118  | 104  | 106  | 105  | 93   |

| 1901 | 1906 | 1911 | 1921 | 1926 | 1931 | 1936 | 1946 | 1954 |
| ---- | ---- | ---- | ---- | ---- | ---- | ---- | ---- | ---- |
| 90   | 93   | 91   | 42   | 62   | 96   | 97   | 81   | 70   |

| 1962 | 1968 | 1975 | 1982 | 1990 | 1999 | 2006 | 2011 | 2016 |
| ---- | ---- | ---- | ---- | ---- | ---- | ---- | ---- | ---- |
| 76   | 67   | 62   | 62   | 46   | 41   | 38   | 33   | 26   |

| 2021 | 2022 | - | - | - | - | - | - | - |
| ---- | ---- | - | - | - | - | - | - | - |
| 27   | 28   | - | - | - | - | - | - | - |

Avec une population de  25 habitants au recensement de 2017, Hinacourt est la 4e commune la moins peuplée du département de l'Aisne.

## Culture locale et patrimoine

### Lieux et monuments
- Église Notre-Dame.

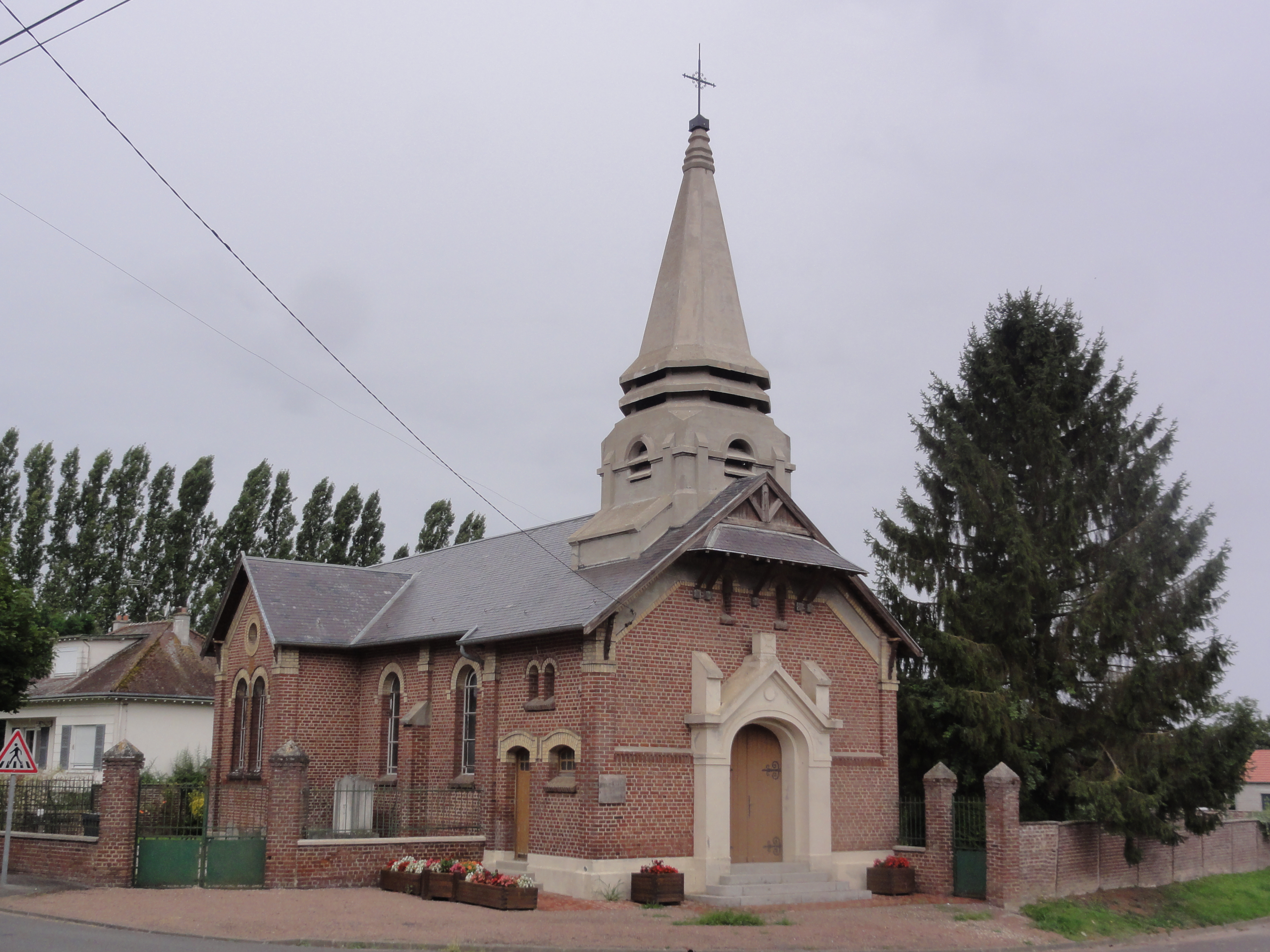
Église Notre-Dame.

- Château d'Hinancourt, reconstruit après la destruction du précédent lors de la Première Guerre mondiale[29].

### Personnalités liées à la commune
- Louis Brassart-Mariage (1875-1933), architecte de l'église.

## Pour approfondir